# Nathan Chen
Nathan Chen (em chinês:  陈巍, transl. Chen Wei; Salt Lake City, 5 de maio de 1999) é um patinador artístico americano. Ele é o campeão olímpico de 2022 no individual masculino, tricampeão do Campeonato Mundial de 2018, 2019 e 2021, campeão do Campeonato dos Quatro Continentes de 2017, tricampeão da Final do Grand Prix e hexacampeão do Campeonato dos Estados Unidos.  Foi bicampeão do Campeonato dos Estados Unidos Júnior (2012 e 2014), campeão do Grand Prix Final Júnior de 2015 e medalhista de bronze no Campeonato Mundial Júnior de 2014. Chen disputou os Jogos Olímpicos de Inverno de 2018, onde terminou na quinta posição no individual masculino e conquistou a medalha de bronze na competição por equipes. Em Pequim 2022, obteve a prata nas equipes.

## Principais resultados
| International | International | International | International | International     | International     | International    | International   | International   | International   | International   | International     |
| Event | 11–12         | 12–13         | 13–14         | 14–15             | 15–16             | 16–17            | 17–18           | 18–19           | 19–20           | 20–21           | 21–22             |
| --- | ------------- | ------------- | ------------- | ----------------- | ----------------- | ---------------- | --------------- | --------------- | --------------- | --------------- | ----------------- |
| Jogos Olímpicos |               |               |               |                   |                   |                  | 5.º             |                 |                 |                 | Medalha de ouro   |
| Campeonato Mundial |               |               |               |                   | WD                | 6.º              | Medalha de ouro | Medalha de ouro | C               | Medalha de ouro | TBD               |
| Campeonato dos Quatro Continentes |               |               |               |                   |                   |                  | Medalha de ouro |                 |                 |                 |                   |
| GP Grand Prix Final |               |               |               |                   |                   | Medalha de prata | Medalha de ouro | Medalha de ouro | Medalha de ouro | C               | C                 |
| GP Internationaux de France |               |               |               |                   |                   | 4.º              |                 | Medalha de ouro | Medalha de ouro |                 |                   |
| GP NHK Trophy |               |               |               |                   |                   | Medalha de prata |                 |                 |                 |                 |                   |
| GP Rostelecom Cup |               |               |               |                   |                   |                  | Medalha de ouro |                 |                 |                 |                   |
| GP Skate America |               |               |               |                   |                   |                  | Medalha de ouro | Medalha de ouro | Medalha de ouro | Medalha de ouro | Medalha de bronze |
| GP Skate Canada |               |               |               |                   |                   |                  |                 |                 |                 |                 | Medalha de ouro   |
| CS Finlandia Trophy |               |               |               |                   |                   | Medalha de ouro  |                 |                 |                 |                 |                   |
| CS U.S. International Classic |               |               |               |                   |                   |                  | Medalha de ouro |                 |                 |                 |                   |
| Internacional – Júnior |               |               |               |                   |                   |                  |                 |                 |                 |                 |                   |
| Campeonato Mundial Júnior |               |               |               | Medalha de bronze | 4.º               | WD               |                 |                 |                 |                 |                   |
| JGP Grand Prix Júnior Final |               |               |               | Medalha de bronze |                   | Medalha de ouro  |                 |                 |                 |                 |                   |
| JGP JGP Áustria |               |               |               | Medalha de ouro   |                   |                  |                 |                 |                 |                 |                   |
| JGP JGP Bielorrússia |               |               |               |                   | Medalha de ouro   |                  |                 |                 |                 |                 |                   |
| JGP JGP Croácia |               |               |               | WD                |                   | Medalha de prata |                 |                 |                 |                 |                   |
| JGP JGP Espanha |               |               |               |                   |                   |                  | Medalha de ouro |                 |                 |                 |                   |
| JGP JGP Estados Unidos |               |               |               |                   |                   |                  | Medalha de ouro |                 |                 |                 |                   |
| JGP JGP México |               |               |               |                   | Medalha de ouro   |                  |                 |                 |                 |                 |                   |
| Gardena Spring Trophy | N             |               |               |                   |                   |                  |                 |                 |                 |                 |                   |
| Nacional |               |               |               |                   |                   |                  |                 |                 |                 |                 |                   |
| Campeonato dos Estados Unidos | J             | J             | J             | 8.º               | Medalha de bronze | Medalha de ouro  | Medalha de ouro | Medalha de ouro | Medalha de ouro | Medalha de ouro | Medalha de ouro   |
| Pacific Coast | J             | J             |               | Medalha de ouro   |                   |                  |                 |                 |                 |                 |                   |
| ISP Points Chal. |               |               |               |                   |                   |                  |                 |                 |                 | 1st             |                   |
| Equipes |               |               |               |                   |                   |                  |                 |                 |                 |                 |                   |
| Jogos Olímpicos |               |               |               |                   |                   |                  | 3T/2P           |                 |                 |                 | · 2T/1P           |
| Troféu Mundial por Equipes |               |               |               |                   |                   | 3T/4P            |                 |                 |                 | · 2T/1P         |                   |
| Japan Open |               |               |               |                   |                   |                  | 3T/2P           | 3T/4P           | 3T/1P           |                 |                   |
| Níveis: N = Novice; J = Junior TBD = Inscrito; WD = Desistência; C = Cancelado T = Posição da equipe; P = Posição individual; Competição não foi disputada nesta temporada; Competição não fez parte do CS nesta temporada |               |               |               |                   |                   |                  |                 |                 |                 |                 |                   |